# KK-Gewehr Modell K110
Das KK-Gewehr Modell K110 war ein Kleinkaliber-Gewehr, das in der DDR vom VEB MEWA Ernst-Thälmann-Werke Suhl hergestellt wurde.

## Entwicklung
Die Waffe war eine Weiterentwicklung des Einzelladers K100 und besaß wie dieser einen Zylinderverschluss in der Art der einfachen, kleinkalibrigen Vorkriegsmodelle wie z. B. die Präzisions-Karabiner von Simson/Suhl u. a. (sogenannte „Mauserlein“).
Auf dem K110 war aufgrund von noch geltenden Verträgen der Alliierten als Hersteller nur „Lieferer Nr.1001“ eingeprägt, um die Waffenherstellung in der sowjetischen Besatzungszone zu verschleiern.
Dem K110 folgte ab ca. 1954 die Entwicklung des Mehrladers Modell KK V.

## Verwendung

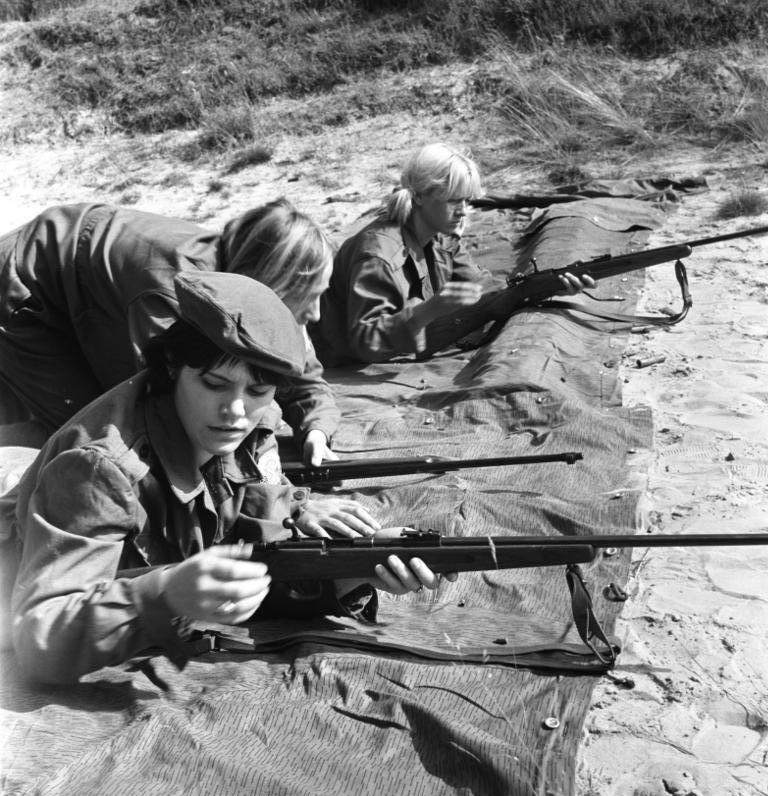
Schießübung der GST mit K110

Das Gewehr wurde in hoher Stückzahl (ca. 80.104 Stück) hergestellt, kam bei den Aufmärschen zum 10. Jahrestag des Sieges über den Hitlerfaschismus im Berliner Lustgarten zum Einsatz und wurde insbesondere für die Schießausbildung der Gesellschaft für Sport und Technik (GST) genutzt.